# Савенкова, Татьяна Аркадьевна
Татьяна Аркадьевна Са́венкова (при рождении Николаева; 28 июля 1953, Ленинград) — актриса, педагог, создатель и художественный руководитель-директор, режиссёр-постановщик Санкт-Петербургского государственного детского драматического театра «На Неве», Заслуженный деятель искусств России. Она является автором пьес и идей сценографии, хореографии и музыкального оформления спектаклей театра «На Неве».

## Биография
Татьяна Аркадьевна Савенкова окончила ГИТИС (класс профессоров: Всеволод Порфирьевич Остальский и Владимир Наумович Левертов), где училась актёрскому и режиссёрскому искусству у известных педагогов.
В мае 2019 года в своей статье «Помните учителей своих…» в журнале «Театрал» Савенкова пишет:
«В начале биографии у каждого человека есть учителя. Кто-то уходит бесследно, но есть те, кого невозможно забыть, кто незримо присутствует во всех наших начинаниях. Таким учителем для меня был Владимир Наумович Левертов. Я была студенткой самого первого из шести его актёрских курсов в ГИТИСе, набранного в 1970 году… С первом секунды появления Санкт-Петербургского театра „На Неве“ Владимир Наумович Левертов помогал мне, как художественному руководителю. Каждый год приезжал в Петербург, разбирал спектакли, давал бесценные советы — в профессии и просто человеческие, жизненные…».
Будучи ещё студенткой, молодая актриса была высоко оценена критикой. Савенкова была приглашена в спектакли художественным руководителем Театра им. Маяковского Андреем Гончаровым.
Отметив работу Савенковой, Гончаров пригласил её в труппу. Поступив в Московский академический театр имени Владимира Маяковского, она сыграла на его сцене 26 ролей.
Вернувшись в родной Ленинград, она в 1987 году создала детский драматический «Театр Сказки на Неве». Позднее в 1995 году прошла режиссёрскую стажировку у Марка Анатольевича Захарова.

## Московский академический театр имени Владимира Маяковского

### Роли
- "Трамвай «Желание» Уильямс, Теннесси. Николаева Т. А. — Негритянка; режиссёр-постановщик — народный артист СССР Андрей Александрович Гончаров
- «Гражданское дело» С. Алёшин. Николаева Т. А. — Румянцева; режиссёр-постановщик — Б. С. Кондратьева
- «Неопубликованный репортаж» Р. Ибрагимбеков. Николаева Т. А. — Света; режиссёр-постановщик — народный артист СССР Андрей Александрович Гончаров, режиссёр — Е. Д. Табачников
- «Человек из Ламанчи» Вассерман, Дейл и Джо Дарион. Николаева Т. А. — Служитель инквизиции; режиссёр-постановщик — народный артист СССР Андрей Александрович Гончаров
- «Энергичные люди» Шукшин, Василий Макарович. Николаева Т. А. — Соня; режиссёр-постановщик — народный артист СССР Андрей Александрович Гончаров.

Савенкова (Николаева) Т.А. была первой исполнительницей роли Соня в спектакле «Энергичные люди» Театра имени Вл. Маяковского.

## Театр «На Неве»
Савенкова создала и в течение многих лет возглавляет Санкт-Петербургский государственный детский драматический театр «На Неве». Этот театр был высоко оценён критикой.
Театр «На Неве» — это авторский детский драматический театр сказки, в репертуаре которого представлена мировая сказочная классика для детей от 4-х лет и старше, все в постановке Савенковой.

### Театральные постановки Татьяны Савенковой
- 1987 — «Кот в сапогах» по мотивам сказки Шарля Перро, инсценировка Татьяны Савенковой
- 1989 — «Заколдованные клёны» по произведению Евгения Шварца, инсценировка Татьяны Савенковой
- 1990 — «Дюймовочка» по мотивам сказки Х. К. Андерсена, пьеса Татьяны Савенковой
- 1990 — «Путешествие в страну сказочной радуги» по мотивам произведения Дональда Биссета
- 1991 — «Красная шапочка» по мотивам сказки Шарля Перро, инсценировка Татьяны Савенковой
- 1992 — «По щучьему велению» по мотивам русской сказки, пьеса Татьяны Савенковой
- 1993 — «Золушка» Е. Л. Шварц
- 1995 — «Кошкин дом» по пьесе Самуила Маршака, инсценировка Татьяны Савенковой
- 1995 — «Морозко» по мотивам русской сказки, инсценировка Татьяны Савенковой[3]
- 1996 — «Двенадцать месяцев» по пьесе Самуила Маршака, инсценировка Татьяны Савенковой
- 1996 — «Цветик-Семицветик», пьеса Татьяны Савенковой, автор произведения Валентин Катаев
- 1997 — «Приключения колобка» по мотивам русской сказки
- 1998 — «Приключения Чиполлино» по пьесе Татьяны Савенковой, по мотивам сказки Джанни Родари
- 1999 — «Сказка о царе Салтане…» сценическая композиция — пьеса Татьяны Савенковой по сказке А. С. Пушкина, автор стихов Владимир Иванович Бельский
- 2001 — «Хозяйка Медной горы» (Каменный цветок) автор сказки П. П. Бажова, пьеса Татьяны Савенковой
- 2001 — «Маугли» по произведению Редьярда Киплинга, инсценировка Татьяны Савенковой[4]
- 2002 — «Гуси-Лебеди и Баба-Яга» по мотивам русской сказки, пьеса Татьяны Савенковой
- 2002 — «Новогодние приключения Снеговика» новогоднее представление
- 2004 — «Малыш и Карлсон», инсценировка Татьяны Савенковой, перевод Лунгина, Лилианна Зиновьевна
- 2008 — «Снежная Королева» Е. Л. Шварц
- 2008 — «Про трёх веселых поросят» по пьесе Сергея Михалкова, инсценировка Татьяны Савенковой
- 2010 — «Приключения кота в сапогах» по мотивам Шарля Перро, пьеса Татьяны Савенковой
- 2011 — «Бременские музыканты» по мотивам сказки Братья Гримм, пьеса Татьяны Савенковой
- 2012 — «Золотой ключик, или Приключения Буратино» по мотивам сказки Толстой, Алексей Николаевич, пьеса Татьяны Савенковой
- 2013 — «Щелкунчик» по произведению Гофмана, инсценировка Татьяны Савенковой
- 2013 — «Сказка о Василисе Прекрасной, или Царевна-лягушка» по мотивам русской сказки, инсценировка Татьяны Савенковой
- 2014 — «Приключения озорной девчонки, или Красная шапочка» по мотивам Шарля Перро, пьеса Татьяны Савенковой
- 2015 — «Аленький цветочек» по мотивам сказки Аксаков, Сергей Тимофеевич, пьеса Татьяны Савенковой
- "Карлсон вернулся, или день рождения Карлсона по мотивам произведений Астрид Линдгрен
- «Бабка Ёжка, с Новым годом» новогоднее представление
- 2016 — «Жар-Птица» по мотивам русской сказки, пьеса Татьяны Савенковой
- 2017 — «Как Иванушка Бабу-Ягу победил» по произведению Евгения Шварца, инсценировка Татьяны Савенковой
- 2017 — «Сказка про Емелины чудеса и царевну Несмеяну» по мотивам русской сказки, пьеса Татьяны Савенковой
- 2019 — «Чудо-чудное, диво-дивное» по мотивам русской сказки, пьеса Татьяны Савенковой
- 2019 — «День рождения кота Леопольда» по мотивам Хайт, Аркадий Иосифович, инсценировка Татьяны Савенковой
- 2019 — «Огниво» по мотивам Ганса Христиана Андерсена, сценическая композиция и постановка Татьяны Савенковой
- 2022 — «Сказка о Прекрасной царевне и семи богатырях» А. С. Пушкин, инсценировка Татьяны Савенковой

По данным пресс-службы Театра «На Неве», за год Театр посещают до полумиллиона человек.

## Сотрудничество с театральными художниками
Многие спектакли Санкт-Петербургского государственного детского драматического театра «На Неве» Савенкова создавала совместно с театральным художником Инной Александровной Новиковой (1935—2008 гг.). Новикова создала сценографию и костюмы для спектаклей «Дюймовочка» (1990 г.), «Красная шапочка» (1991 г.), «По щучьему велению…» (1992 г.), «Золушка» (1993 г.), «Кошкин дом» (1995 г.), «Морозко» (1995 г.), «Цветик-семицветик» (1996 г.), «Двенадцать месяцев» (1996 г.), «Приключения колобка» (1997 г.), «Приключения Чиполлино» (1998 г.), «Сказка о царе Салтане, о сыне его славном князе Гвидоне и о прекрасной царевне Лебеди» (1999 г.). «Каменный цветок» (2001 г.), «Маугли» (2001 г.), «Гуси-лебеди и Баба-Яга» (2002 г.), «Малыш и Карлсон» (2004 г.), «Про трёх весёлых поросят» (2008 г.), «Снежная королева» (2008 г.)[значимость факта?].
С 2012 года Савенкова сотрудничает с художником-сценографом Натальей Попоудиной. Совместно с Попоудиной были созданы следующие спектакли: «Золотой ключик, или Приключения Буратино» (2012 г.), «Сказка о Василисе Прекрасной, или Царевна-лягушка» (2013 г.), «Щелкунчик» (2013 г.), «Красная шапочка, или Приключения озорной девчонки» (2014 г.), «Аленький цветочек» (2015 г.), «Жар-птица» (2016 г.), «Два клёна, или Как Иванушка Бабу-Ягу победил» (2017 г.), «По щучьему велению, или Сказка про Емелины чудеса и Царевну Несмеяну» (2017 г.), «День рождения кота Леопольда» (2019 г.), «Сказка о Прекрасной царевне и семи богатырях» (2022 г.)[значимость факта?].
Театральный музей имени А. А. Бахрушина хранит афишу художественную Корбут Галины Павловны (Ленинград, Детский театр сказки «На Неве», спектакль «Дюймовочка» (Андерсен Г. Х.), 1990 г.)[значимость факта?].

## Фильмография

### Роли в кино
- 1977 — Короткое замыкание (короткометражный)
- 1977 — Последний год Беркута — Варя Полынцева
- 1977 — Усатый нянь — член комиссии по трудным подросткам
- 1985 — Вот моя деревня… — эпизод
- 1986 — Исключения без правил (киноальманах)
- 1986 — Кто войдет в последний вагон — эпизод
- 1988 — Цыганский барон — эпизод
- 1970 — Когда святые маршируют — эпизод

## Педагогическая деятельность
По инициативе Савенковой в 2005 году на базе Санкт-Петербургского театра «На Неве» был набран актёрский курс Российской Академии Театрального искусства (ГИТИС). Художественные руководители курса: декан актёрского факультета РАТИ (ГИТИС), Заслуженный артист России, профессор Валентин Васильевич Тепляков и Заслуженный деятель искусств России, художественный руководитель-директор и режиссёр-постановщик театра «На Неве», доцент РАТИ (ГИТИС) Татьяна Аркадьевна Савенкова.
В 2009 году доцент РАТИ (ГИТИС) Татьяна Аркадьевна Савенкова выпустила актёрский курс, его выпускники почти целиком поступили в труппу Санкт-Петербургского государственного детского драматического театра «На Неве». В авторском Театре «На Неве», где Савенкова является художественным руководителем-директором и режиссёром-постановщиком, она создаёт инсценировки, музыкальное и художественное оформление спектаклей.

## Общественная деятельность
Савенкова является членом международного жюри, представляющим Россию на международных фестивалях детских театров в Югославии, Болгарии, Румынии. Неоднократно приглашалась почётным гостем Дирекции и жюри международных фестивалей детских театров в Югославии, Боснии-Герцеговине.
В сентябре 2005 года Т. А. Савенкова присутствовала на 15-м Всемирном Конгрессе Международной ассоциации театров для детей и молодёжи (АССИТЕЖ) в Канаде, г. Монреале, единственная представляла Санкт-Петербург.

## Награды
- Почётное звание «Заслуженный деятель искусств Российской Федерации» (9 апреля 1996 года)[10] по Указу Ельцина, Бориса Николаевича
- Грамота губернатора Санкт-Петербурга (28 июля 2003 года)
- Медаль «Профессионал России» (2006 год)
- Грамота администрации Адмиралтейского района (28 июля 2008 года)
- Медаль «В память 300-летия Санкт-Петербурга» (2004 год)
- Диплом «Лучшие из лучших» (2006 год)
- Благодарность Министра культуры и массовых коммуникаций РФ (2008 год)
- Диплом премии «Звезда Театрала», Почётный Знак «Звезда Театрала» (2017 год)
- Лауреат премии «Женщина года — 2022» в номинации «Культура и искусство» (2022 год)[11]

## Театральные критики о Савенковой
В статье журнала «Культура» 2008 года театральный критик Ирина Алпатова написала:
«Театр „На Неве“ — конечно же, авторский. Он вообще, безусловно, имеет полноценный хозяйский пригляд, а этой хозяйкой является Татьяна Савенкова, за свое дело и радеющая, и болеющая, и другим спуску не дающая. Она выбирает сказки для репертуара. Она же сочиняет новые сценарии, пьесы и композиции, не прибегая к уже имеющимся вариантам. А это тоже труд и дар. „Гуси-Лебеди“ и „Колобок“ умещаются на 2-3 страничках печатного текста. На сцене же — полноценное двухчасовое зрелище с песнями, плясками и шутками — прибаутками скоморохов. В создании своей версии для Савенковой главное — все та же психология детского восприятия, которую она угадывает безошибочно. В оригинале своём сказки бывают порой жестоки. Здесь же никто никого не ест, Баба-Яга успешно перевоспитывается, а Волк становится всем добрым другом».
В интервью пресс-службе Театра «На Неве» для выпуска буклета, посвящённому 25-му юбилейному сезону, Юрий Мамин (Кинорежиссёр, Заслуженный деятель искусств России) сказал:
«Я давний друг Татьяны Аркадьевны и искренне восхищаюсь ею. Ведь создать театр — это мужское дело, не женское. А она смогла, этим и уникальна. Ее театру 25 лет, но он находится в превосходной форме, он живой, яркий».
В интервью пресс-службе Театра «На Неве» для буклета, посвящённому 25-му юбилейному сезону, Спивак, Семён Яковлевич (Народный артист России, Художественный руководитель Санкт-Петербургского Молодёжного театра на Фонтанке) сказал:
«Если говорить одним словом, я бы сказал, что Татьяна — Строитель. И для меня это очень важно. Потому что создать театр на пустом месте, детский театр, притом — высочайшего класса, наверное, было бы невозможно без помощи высших сил. Я уважаю и преклоняюсь перед ней. Имея за плечами серьезную московскую театральную школу, Татьяна Савенкова, кроме того, определенно, знает какой-то секрет мастерства — у нее всегда полные залы, дети любят ее Театр. А мне кажется, что это очень благородное дело — создавать спектакли для людей, которые только начинают жить. Я верю, что театр „На Неве“ ещё долго будет процветать и приносить радость детям и их родителям».